# 岩手県出身の人物一覧
岩手県出身の人物一覧（いわてけんしゅっしんのじんぶついちらん）は、Wikipedia日本語版に記事が存在する岩手県出身の人物の一覧表である。

## 公人

### 政治家
首相経験者
- 原敬[1]（第19代内閣総理大臣）：盛岡市
- 斎藤実（第30代内閣総理大臣）：奥州市[2]
- 米内光政（第37代内閣総理大臣）：盛岡市[3]
- 東條英機（第40代内閣総理大臣）：盛岡市[4]
- 鈴木善幸（第70代内閣総理大臣）：山田町

議長経験者
- 田子一民（第33代衆議院議長）：盛岡市

#### その他の主な政治家
- 後藤新平（台湾総督府民政長官、満鉄初代総裁、逓信大臣、内務大臣、外務大臣、東京市市長）：奥州市
- 小沢佐重喜（衆議院議員、運輸大臣、逓信大臣、郵政大臣、電気通信大臣、建設大臣、行政管理庁長官、北海道開発庁長官）：奥州市
- 椎名悦三郎（商工次官、軍需次官、衆議院議員、内閣官房長官、通商産業大臣、外務大臣、自由民主党・政調会長、総務会長、副総裁）：奥州市
- 下飯坂権三郎（衆議院議員、自由民権運動家）：奥州市
- 佐藤秀蔵 - 貴族院議員：一関市
- 佐藤良平 - 衆議院議員：一関市
- 達谷窟信敬（衆議院議員）：平泉町
- 千田正（参議院議員、岩手県知事）：金ケ崎町
- 谷村貞治（参議院議員）：花巻市
- 佐々木洋平（衆議院議員）：一関市
- 志賀和多利（衆議院議員）：金ケ崎町
- 志賀健次郎[5]（衆議院議員、防衛庁長官）：一関市
- 志賀節（衆議院議員、環境庁長官）：一関市
- 高橋嘉信（衆議院議員、小沢一郎の秘書）：奥州市
- 玉澤徳一郎（衆議院議員、防衛庁長官、農林水産大臣）：宮古市
- 工藤堅太郎（参議院議員）：洋野町
- 菊池長右ェ門（衆議院議員）：宮古市
- 黄川田徹（衆議院議員）：陸前高田市
- 主濱了（参議院議員）：滝沢市
- 行田邦子（参議院議員）：遠野市
- 平野達男（参議院議員、復興大臣）：北上市
- 畑浩治（衆議院議員）：久慈市
- 藤原良信（参議院議員）：大船渡市
- 北山愛郎（衆議院議員・日本社会党）：花巻市
- 山田揆一（仙台市長）：一関市
- 深沢晟雄（沢内村長）
- 赤屋敷信一（一戸町議会議員）

民選知事
- 国分謙吉（初代岩手県知事）
- 阿部千一（第2代岩手県知事）：花巻市
- 千田正（第3代岩手県知事、元参議院議員）：金ケ崎町
- 中村直（第4代岩手県知事）：紫波町
- 工藤巌（第5代岩手県知事、元衆議院議員、元盛岡市長）
- 達増拓也（第7代岩手県知事、元衆議院議員）：盛岡市
- 浅野史郎（宮城県知事）：大船渡市

現職国会議員
- 衆議院議員
  - 階猛（立・岩手1区）：盛岡市
  - 鈴木俊一 （自・岩手2区、外務副大臣、元環境大臣） ：山田町
  - 小沢一郎（立・岩手3区、元自治大臣、国家公安委員会委員長、自由民主党幹事長、新生党代表幹事、新進党党首、自由党党首、民主党代表代行、民主党代表、民主党幹事長、国民の生活が第一代表、生活の党と山本太郎となかまたち共同代表、自由党共同代表）：奥州市（※出生地は東京市）
  - 高橋比奈子（自・東北比例、文部科学副大臣）：盛岡市
  - 藤原崇（自・東北比例）：西和賀町
  - 穀田恵二（共・近畿比例、国会対策委員長）：奥州市（※選挙区は京都1区）
- 参議院議員
  - 木戸口英司（立・岩手県選挙区）：花巻市
  - 横澤高徳（立・岩手県選挙区、元パラリンピック日本代表選手）：矢巾町

政治運動家
- 鈴木東民

### 軍人
- 板垣征四郎 陸軍大将、陸軍大臣
- 及川古志郎 海軍大将、海軍大臣
- 斎藤実 海軍大将、海軍大臣、ジュネーブ海軍軍縮会議主席全権、総理大臣
- 菅原佐平 海軍中将、一関市長
- 東條英機 陸軍大将、陸軍大臣、参謀総長、総理大臣
- 東條英教 陸軍中将、東條英機の実父
- 栃内曽次郎 海軍大将
- 林崎千明 海上幕僚長
- 山屋他人 海軍大将
- 米内光政 海軍大将、連合艦隊司令長官、海軍大臣、総理大臣
- 多田武雄 海軍中将（事実上最後の海軍次官）
- 小野寺信 陸軍少将、情報将校
- 岩崎茂 航空幕僚長、統合幕僚長、防衛大臣政策参与

### 官僚
- 阿部美樹志（鉄道院、戦災復興院総裁、建設院総務長官、特別調達庁長官）
- 及川昭伍
- 及川耕造（特許庁長官）
- 大沢博（第49代消防庁長官、総務省自治財政局長）：野田村[6]
- 小松正之
- 菅原希（総務省行政評価局長）：一関市（旧花泉町）[6]
- 高平小五郎（外交官、男爵、枢密顧問官）
- 藤原喜蔵（朝鮮総督府官僚、初代水沢市長）
- 下飯坂元（朝鮮総督府官僚、水沢町長）
- 増田盛（農林官僚）

### 国会職員
- 川崎政司（第13代参議院法制局長）

### 法曹
- 岡原昌男（第8代最高裁判所長官）：奥州市
- 高橋裕樹（弁護士、YouTuber）：盛岡市
- 吉田瑞彦（弁護士、日本弁護士連合会理事）：奥州市

## 文化人

### 宗教
- 片桐清治（牧師）
- 水無昭善（祥炎山不動院住職）：久慈市

### 記者
- 横川省三
- 佐々木正明︰一関市

### 学者
- 芦東山（儒学者）
- 阿部美樹志（建築学者）
- 伊能嘉矩（人類学者、民族学者）
- 大槻玄沢（蘭学者）
- 大槻磐渓（漢学者、儒学者）
- 大槻文彦（国語学者）
- 大村幸弘（考古学者）
- 小田中聰樹（法学者）
- 小野清一郎（法学者）
- 小野寺直助（医学者）
- 小原一男（生物学者）
- 加藤哲郎（政治学者）
- 加藤寛（経済学者）
- 菊地正幸（地震学者）
- 木村泰賢（仏教学者）
- 金田一京助（言語学者、民族学者）
- 菊池武夫（法学者）
- 岸田袈裟（栄養学者、JICA専門家）
- 島善鄰（農学者）
- 斎藤斐章（歴史学者）
- 佐々木信夫（行政学者）
- 佐々木喜善（民族学者）
- 佐藤昌介（農学者）
- 鈴木正朝（法学者）
- 高野長英（江戸時代後期の医者、蘭学者）
- 高橋富雄（歴史学者）
- 高橋萬右衛門（植物学者）
- 高山宏（評論家）
- 建部清庵（医学者、蘭学者）
- 田中館愛橘（物理学者、地球科学者）
- 鄭大均
- 鳥羽源藏（博物学者）
- 那珂通世（歴史学者、東洋史学者）
- 夏井高人（法学者）
- 新渡戸稲造（教育者、農学者）
- 藤塚鄰（哲学者）
- 森嘉兵衛（歴史学者）
- 森口多里（民俗学者）
- 箕作省吾（地理学者）
- 山折哲雄（哲学者）
- 山崎為徳（神学者）
- 山田晟（法学者）
- 横山紘一（天文学者）
- 渡辺嘉二郎（工学者）

### 画家
- 及川豪鳳
- 萬鉄五郎
- 佐々木精治郎
- 佐藤圀夫
- 村田林藏

### 作家
- 哀川譲
- 秋浜悟史
- 阿部暁子
- 石川博品
- 石野晶
- 有為エンジェル
- 内海隆一郎
- 遠藤公男
- 及川和男
- 大村友貴美
- 小野寺悦子
- 柏葉幸子
- 勝山海百合
- 仮名堂アレ
- 河崎愛美
- 川口雅幸
- 菅野国春
- きざきかおる
- 北上秋彦
- 北山猛邦
- 木村航
- 久美沙織
- こずかた治
- 小林美代子
- 斎藤純
- 佐藤亜有子
- 佐藤得二
- 沢木冬吾
- 澤口たまみ
- 沢村鐵
- 杉村修
- 鈴木彦次郎
- 須知徳平
- 瀬川深（せがわ しん）
- 千厩ともゑ
- 高橋克彦
- 高橋喜平
- 寺崎浩
- 常盤新平
- 波多野杜夫
- 七瀬川夏吉
- 早坂昇龍
- 日沢伸哉
- 古沢元
- 西野かつみ
- 野村胡堂
- 平谷美樹
- 馬里邑れい
- 三秋縋
- 宮沢賢治
- 三好京三
- 六塚光
- 茂市久美子
- 森荘已池
- 野里征彦
- 野辺地天馬
- 中津文彦
- 楢山芙二夫
- 野梨原花南
- 松田十刻
- 柚月裕子
- 吉田タキノ
- 弓館小鰐

### 評論家
- 伊藤政則：花巻市
- 神山睦美：奥州市
- 菊池清麿：宮古市
- 菊池久：奥州市
- 後藤和智：釜石市
- 斎藤環：北上市
- 高橋勇夫

### ジャーナリスト
- 新井直之
- 及川仁：奥州市
- 小松沢陽一：一関市
- 千田善：奥州市
- 松田賢弥：北上市
- 山口光：奥州市

### 俳人・詩人・歌人・書家
- 石川啄木：盛岡市
- 板宮清治：金ヶ崎町
- 大西民子：盛岡市
- 小笠原鳥類：釜石市
- 小田島孤舟：花巻市
- 城戸朱理：盛岡市
- 嵯峨直樹：盛岡市
- 佐藤通雅：奥州市
- 白石公子：一関市
- 瀬川深 (俳人)（せがわ ふかし）:北上市
- 田江岑子：宮古市
- 巽聖歌：紫波町
- 富田砕花：盛岡市
- 村上昭夫：一関市
- 山口青邨：盛岡市
- 山崎和賀流：西和賀町

### 写真家
- 畠山直哉：陸前高田市
- みやこうせい：盛岡市
- 渡辺克巳：盛岡市
- 高橋怜子：北上市

### 彫刻家
- 舟越保武
- 舟越桂

### ギター製作家
- 水原洋

### 漫画家
- 芥見下々
- 飛鳥あると
- 麻宮騎亜
- 穴久保幸作
- 天沼俊
- 池野恋
- 池田文春
- 依澄れい
- 内村月子
- 卯月妙子
- 小桜池なつみ
- 奥友志津子
- 小田ひで次
- 菅野修
- 菊地かまろ
- くずしろ（葛城一）
- こしたてつひろ
- 後藤寿庵
- 佐香厚子
- 佐佐木勝彦
- 佐藤智一
- さわぐちけいすけ
- すみれいこ
- そのだつくし
- たかはしひでやす
- 高橋広
- 高室弓生
- 田中美菜子
- 地下沢中也
- ちばこなみ
- つづき春
- とりのなん子
- 中村ちま
- かな（にざかな）
- のなかみのる
- 畠山耕太郎
- 福盛田藍子
- 藤枝とおる
- 藤野耕平
- 古舘春一
- 未影
- 三田紀房
- 水名瀬雅良
- 夢来鳥ねむ
- 門馬もとき
- 山本さほ：盛岡市
- 吉田戦車
- 吉田光彦

### イラストレーター
- 鴨沢祐仁
- なかだえり
- 中村龍徳
- 川村敏江

### グラフィックデザイナー
- 工藤強勝
- 小島良平
- 佐藤修悦
- 福田繁雄
- 名久井直子

### アニメーション関係者
- 桑畑絹子
- 千葉道徳

### 映画監督
- 及川拓郎
- 大友啓史
- 古新舜
- 佐藤嗣麻子
- 志村正浩
- 相米慎二
- 高橋栄樹
- 田口哲

### 脚本家
- 浅沼晋太郎
- 奥寺佐渡子
- 上野火山
- 佐々木なふみ
- 詩森ろば（生まれは宮城県仙台市）
- 山田典枝
- 高屋敷英夫

### 作詞家・作曲家
- 瀬川英史
- 柴田晃一
- 巽聖歌
- 鳥取春陽
- 万城たかし
- 八木澤教司
- 四方章人
- 日下歩睦
- 星吉昭
- 佐藤将展
- 東山重雄
- 馬場葉子

### 舞踊家
- 川村真樹
- 小牧正英
- 佐々木陽平

### アナウンサー
NHK（現在所属の放送局などは各人物の項目を参照すること）
- 阿部渉（奥州市）
- 伊藤博英（遠野市）
- 佐藤龍文（花巻市）

IBC岩手放送
- 甲斐谷望（宮古市）
- 神山浩樹（花巻市）
- 菊池幸見（遠野市）
- 田中康男（奥州市、現：県南支社長）
- 吉田瑞穂（紫波郡紫波町、現：テレビ局編成業務部所属）

テレビ岩手
- 古舘友華（盛岡市、釜石市育ち）

岩手めんこいテレビ
- 高橋裕二（宮古市）

岩手朝日テレビ
- 山田理（盛岡市、現在はアナウンサー以外の部署に所属、青森ケーブルテレビより移籍）

県外の局アナ
- 秋山博子（盛岡市、青森放送）
- 小笠原亘（北上市、TBS）
- 山形純菜（盛岡市、TBS）
- 小田島卓生（北上市、東海テレビ）
- 加藤真輝子（久慈市、テレビ朝日）
- 北田牧子（盛岡市、元NHK盛岡・NHK仙台契約キャスター→秋田朝日放送）
- 佐々木佑花（盛岡市、北海道放送）
- 白澤奈緒子（滝沢市、元JNNニュースバードキャスター→東日本放送→他部署→復帰）
- 山口則幸（二戸市、東日本放送）
- 鈴木耕治（奥州市、エフエム青森）
- 卓田和広（宮古市、北海道放送）
- 千田淳一（一関市、福島テレビ・報道部記者）
- 津田禎（奥州市、青森テレビ）
- 名久井麻利（盛岡市、東北放送）
- 加藤智也（盛岡市、宮城テレビ放送）
- 松原稜典（花巻市、宮城テレビ放送）
- 熊谷望那（二戸市、東北放送）
- 粟津ちひろ（北上市、東北放送）
- 福盛田悠（一戸町、秋田朝日放送→福島テレビ→宮城テレビ放送）
- 菊地友弘（釜石市、北海道テレビ放送）
- 今井友理恵（盛岡市、石川テレビ放送）
- 木下歌織（釜石市、テレビ信州）
- 澤口実歩（盛岡市、読売テレビ）
- 照井七瀬（盛岡市、元岩手朝日テレビ→テレビ神奈川）

フリー・元職
- 細谷翠（盛岡市、フリー、元NHK水戸契約キャスター→秋田テレビ）
- 小山悠里（盛岡市、元札幌テレビ放送→NHK名古屋契約キャスター）
- 石田麻衣（紫波郡紫波町、フリー、元IBC岩手放送）
- 及川暁（盛岡市、岩手朝日テレビ・ラジオNIKKEIなどのアナウンサー）
- 大橋都希子（滝沢市、旧姓「佐々木」、フリー・オフィス・ラダーズ所属、元中部日本放送、元FM岩手パーソナリティー、東京在住）
- 小笠原舞子（盛岡市、元札幌テレビ放送）
- 小田島建夫（北上市、元栃木放送）
- 小野礼子（奥州市、フリー、元テレビ山口）
- 久慈暁子（奥州市、元フジテレビ）
- 斉藤光子（盛岡市、フリー、元FM石川）
- 佐藤茜（一関市、フリー、元北陸放送→元イーグル・ベイ所属）
- 鈴木直志（北上市、元テレビ岩手）
- 菅原牧子（陸前高田市、日本大学芸術学部放送学科特任教授、元TBS）
- 鈴木智恵（盛岡市、気象予報士・気象キャスター、元FM岩手アナウンサー、元NHK仙台放送局・私立TBC気象台気象キャスター）
- 大徳絵里（盛岡市、フリー・ホリプロ所属、元東北放送→元圭三プロダクション所属）
- 高橋佳代子（盛岡市、フリー、元テレビ岩手、日本テレビ系「午後は○○おもいッきりテレビ」でアシスタントを務めた）
- 高橋圭三（花巻市、元NHK→フリー、圭三プロダクション創設者）
- 高橋美佳（滝沢市、元北日本放送→テレビ岩手）
- 千葉絢子（西磐井郡平泉町、元岩手めんこいテレビ）
- 土村萌（盛岡市、元IBC岩手放送）
- 照井健（花巻市、フリー、元IBC岩手放送）
- 戸田信子（二戸郡一戸町、元IBC岩手放送→TBSに出向→フリー→IBCに復職→アナウンサーを引退）
- 南部広美（花巻市、フリー・TBSラジオ『荻上チキ・Session-22』アシスタント、元日本短波放送→J-WAVEニュース担当アナウンサー）
- 野口あきこ（本名：野口亜紀子、一関市、フリー、元青森放送）
- 北條愁子（奥州市、フリー・圭三プロダクション所属、元テレビ金沢→テレビユー福島）
- 村上まゆこ（盛岡市、フリー、元ニッポン放送）
- 矢羽々恵匡（盛岡市、元青森放送→テレビ静岡）
- 鷲塚由美子（盛岡市、FM岩手八幡平・岩泉・北上支局員として番組に出演、元東北放送ラジオカーリポーター）
- 藤原梨香（一関市、エディター、元長野エフエム放送→テレビユー福島）

### その他の文化人
- 円舘金 - 天文学愛好家
- 大村公二 - 特殊メイクアーティスト
- 岡田真奈美 - 花巻市、ロハスナビゲーター、環境ナビゲーター、気象キャスター、食育インストラクター、ラジオパーソナリティー
- きくち伸 - フジテレビジョンプロデューサー
- ケンジ・ステファン・スズキ - 環境活動家
- 小松千寿子 - ゲームシナリオライター
- 金野貴明 - 音楽プロデューサー、ティートックレコーズ代表取締役
- ジョヴァンニ安東 - （一関市）芸術家（サイバーゲージツ家）
- 鈴木裕 - ゲームクリエイター
- 千田幸信 - ゲームプロデューサー、スクウェア・エニックス・ホールディングス取締役
- 中津川昴 - 超常現象研究家
- 碑文谷創 - 葬送ジャーナリスト
- 村井達雄 - 映像ディレクター（nicographics）
- 吉田由美 - タレント、モデル、自動車評論家
- 佐々木成三 - 犯罪コメンテーター

## 芸能人

### アイドル
- 愛彩
- 工藤友美
- 小松彩夏
- 佐藤千亜妃
- 佐藤璃果（乃木坂46）
- 志田友美（元夢みるアドレセンス）
- 鈴々木保香
- 田山真美子
- 千葉美加
- 類家明日香
- 北条佳奈
- 百岡古宵（開歌-かいか-、元アイドルネッサンス）
- LOVE YOURS

### 演歌歌手
- 臼澤みさき：上閉伊郡大槌町
- 大沢桃子：大船渡市
- 菊池淡水：西和賀町
- 新沼謙治：大船渡市
- 箱崎晋一朗
- 千昌夫：陸前高田市
- 早瀬ひとみ：住田町
- 藤圭子：一関市
- 松阪晶子：盛岡市
- 祐子と弥生：胆沢郡金ヶ崎町
- みやさと奏：宮古市

### 音楽家
- あんべ光俊（釜石市）
- 石川道久（スカフレイムス）
- 及川ひろみ（一関市）
- 大瀧詠一（奥州市）
- 海北大輔（LOST IN TIME）
- 川島道行（BOOM BOOM SATELLITES、盛岡市）
- 菊池直人（蝉時雨）
- きたがわてつ（北上市）
- 櫻田政人（ギタリスト、岩手郡雫石町）
- 佐々木収（盛岡市）
- 佐々木駿（トランペット奏者、盛岡市）
- 佐藤健一郎（teto）
- 佐藤ひろ美（上閉伊郡大槌町）
- 沢田知可子（八幡平市）
- 秀一（LONG SHOT PARTY、奥州市）
- 菅英三子（奥州市）
- 鈴木エレカ（一関市）
- 清心（マンドリンシンガー、北上市）
- 高橋研（盛岡市）
- 田代美佳（ピアニスト、奥州市）
- 田野秀康（フルート奏者）
- 千菅春香（盛岡市）
- ナスノミツル（ベーシスト、盛岡市）
- 日食なつこ（花巻市）
- 馬場葉子（ピアニスト、久慈市）
- 服部祐民子（盛岡市）
- 濱守栄子（別名HAMA、大船渡市）
- 船越由佳（遠野市）
- 本田竹広（ピアニスト、宮古市）
- 松本哲也（奥州市）
- 柳田久美子（盛岡市）
- 燿（摩天楼オペラ、盛岡市）
- 太田美帆（オペラ歌手）
- 吉田達也（ドラマー、奥州市）
- 吉田朋代（盛岡市）
- 柳（りゅう）（MoNoLith）
- 渡部宏（チェリスト、盛岡市）
- GAGLE
- kaito（Wizard）
- LIKKLE MAI（DRY&HEAVY）
- MIKI（Mix Speaker's,Inc.）
- moto（奥州市）
- NSP
- STGM
- YOU（Missing Link）
- yuji（SuG）

### タレント
- 相沢なほこ
- 安東あゆか
- イズミ（123☆45）
- 岩手蛍
- きくち教児
- 倉本剛（ロケット団）
- 菊地秀規（いつもここから）
- 後藤拓実 (四千頭身)
- 小松海佑
- 酒井くにお・とおる
- 高松知美
- 長澤喜稔（マキシマムパーパーサム）
- ばうんど
- 畠山達也（ガスマスクガール）
- 福田萌
- ふじポン
- 三又又三（元ジョーダンズ）
- 山川恵里佳
- 横地眞平(吉本新喜劇)
- 熊谷由輔（アンダーエイジ）

### 俳優
- あべかつのり
- 伊藤孝雄
- 宇佐美淳
- 尾高杏奈
- 加村真美
- KYO-SUKE
- 梢ひとみ
- 佐藤仁哉
- 佐藤智広
- しのへけい子
- 菅原チネ子
- 鈴木裕樹（D-BOYS）
- 園井恵子
- 千田義正
- 土村芳
- 戸塚純貴
- 長宗我部陽子
- 中屋敷哲也
- 長岡輝子
- 日向丈
- 舟山弘一（アクション俳優）
- 藤原絵里
- マーク武蔵
- 松村龍之介
- 真理明美
- 三浦真弓
- 三浦リカ
- 三原葉子
- 宮城千賀子
- みやばらしほ
- 村上弘明
- 湯澤幸一郎
- 和田圭市

### モデル
- 安齋陽菜
- 白鳥加奈子
- 純恋
- 知本真以子

### 落語家
- 桂枝太郎

### 声優
- 阿部加奈江
- 浅沼晋太郎[7]
- 和泉忍[8]
- 一城みゆ希[9]
- 伊東みやこ
- 岩田安生
- 奥野香耶（元Wake Up, Girls!）
- 海保えりか
- 菊地祥子
- 日下ちひろ
- 桑島法子[10]
- こんのゆり
- 佐々木敏
- 佐々木未来（元ミルキィホームズ）
- 佐々木日菜子
- 佐藤奏美
- 汐谷文康
- 高橋直純
- 千菅春香
- 千葉耕市
- 千葉優輝
- 照井春佳
- 仲谷明香（元AKB48）
- 南雲大輔
- 平野正人
- 八重畑由希音
- 八代拓[11]
- 山口眞弓
- わくさわりか

## スポーツ選手

### 野球

#### 現役選手
- 阿部寿樹（東北楽天ゴールデンイーグルス内野手）：一関市
- 大谷翔平（ロサンゼルス・ドジャース投手/外野手）：奥州市
- 川原田純平（福岡ソフトバンクホークス内野手）：花巻市
- 菊池雄星（ロサンゼルス・エンゼルス投手）：盛岡市
- 佐々木朗希（ロサンゼルス・ドジャース投手）：陸前高田市
- 堀田賢慎（読売ジャイアンツ投手）：花巻市
- 西舘勇陽（読売ジャイアンツ投手）：一戸町
- 齋藤響介（オリックス・バファローズ投手）：滝沢市

#### 元選手・指導者・関係者
- 獅子内謹一郎（アマチュア野球選手、「岩手野球の父」と呼ばれた）
- 久慈次郎（大日本東京野球倶楽部捕手、主将　第1回野球殿堂入り）：盛岡市
- 高橋樹也（広島東洋カープ投手）：花巻市
- 風張蓮（横浜DeNAベイスターズ投手）：九戸村
- 煤孫伝（元・大東京ライオン）：花巻市
- 鈴木銀之助（元・広島カープ内野手）
- 小田野柏（元・高橋ユニオンズ外野手）：一戸町
- 沢藤光郎（元・近鉄パールス投手）
- 白坂長栄（元・大阪タイガース内野手）：一戸町
- 岩崎哲郎（元・国鉄スワローズ捕手）：二戸市
- 円子宏（元・南海ホークス投手）
- 阿部雄厚（元・近鉄バファローズ投手）
- 立花照人（元・阪急ブレーブス捕手）
- 及川宣士（元・太平洋クラブライオンズ投手）：釜石市
- 泉沢彰（元・西鉄ライオンズ投手）
- 小笠原正一（元・阪神タイガース外野手）
- 阿部成宏（元・近鉄バファローズ外野手）
- 佐々木剛 （元・東映フライヤーズ外野手）：釜石市
- 佐々木茂（元・ヤクルトアトムズ投手）
- 上森合直幸（元・ロッテオリオンズ投手）
- 樋沢良信（元・読売ジャイアンツ内野手）：久慈市
- 瀬戸和則（元・ヤクルトスワローズ投手）：釜石市
- 神農清治（元・ロッテオリオンズ外野手）
- 鈴木弘規（元・読売ジャイアンツ投手）
- 鈴木正幸（元・ヤクルトスワローズ投手）：野田村
- 田鎖博美（元・西武ライオンズ投手）
- 欠端光則（元・ロッテオリオンズ→横浜大洋ホエールズ・横浜ベイスターズ投手）：二戸市
- 小田英明（日本ハムファイターズ捕手）
- 高島覚（元・中日ドラゴンズ→福岡ダイエーホークス投手）：一関市
- 山蔭徳法（元・日本ハムファイターズ投手）
- 太田貴（元・阪神タイガース投手）：盛岡市
- 猪久保吾一（元・千葉ロッテマリーンズ捕手）
- 高橋幸二 （元・中日ドラゴンズ投手、内野手）
- 木立章成（元・阪神タイガース内野手）：北上市
- 志田宗大（元・東京ヤクルトスワローズ外野手）：大船渡市
- 畠山和洋（元・東京ヤクルトスワローズ内野手）：花巻市
- 木村正太（元・読売ジャイアンツ投手）：一関市
- 銀次（元・東北楽天ゴールデンイーグルス内野手）：下閉伊郡普代村
- 三浦翔太（元・福岡ソフトバンクホークス投手）：大槌町
- 下沖勇樹（元・福岡ソフトバンクホークス投手）：二戸市
- 岸里亮佑（元・北海道日本ハムファイターズ外野手）：久慈市
- 千葉耕太（元・東北楽天ゴールデンイーグルス投手）：盛岡市
- 河内山拓樹（元・堺シュライクス投手）：奥州市
- 佐藤千尋（元・埼玉アストライア内野手・外野手）：金ヶ崎町
- 大谷徹（元社会人野球選手→少年野球指導者・大谷翔平の父）：北上市
- 久保夏葵：八幡平市
- AIMI（元・楽天イーグルス公式チアリーダー東北ゴールデンエンジェルス→横浜DeNAベイスターズオフィシャルパフォーマンスチームdiana）：盛岡市

### サッカー

#### Jリーグ
- 藤村慶太（ツエーゲン金沢）：盛岡市
- 菊池流帆（FC町田ゼルビア）：釜石市
- 原田岳（V・ファーレン長崎）：
- 谷村海那（いわきFC）：[12] 盛岡市
- 岩渕弘人（ファジアーノ岡山）：
- 下田栄祐（鹿島アントラーズ）：

#### JFL・地域リーグ・日本女子サッカーリーグ
- 岩清水梓（日テレ・ベレーザ）：滝沢市
- 中村楓（サンフレッチェ広島レジーナ）：岩手町
- 古舘知都（オルカ鴨川FC）：
- 鈴木一朗（東邦チタニウムサッカー部）：盛岡市
- 清水敦貴（鎌倉インターナショナルFC）：盛岡市
- 田中勘太（栃木シティFC）：大船渡市
- 久保海都（大宮サッカークラブ）：盛岡市
- 谷村憲一（盛岡ゼブラ）：盛岡市
- 林勇介（盛岡ゼブラ）：盛岡市

#### 元選手・指導者・関係者
- 工藤孝一（元サッカー日本代表監督）：岩手町
- 八重樫茂生（元古河電気工業サッカー部）：花巻市
- 斎藤重信（盛岡商業高等学校サッカー部監督）：盛岡市
- 古前田充（元ベルマーレ平塚監督）：盛岡市
- 瀬田竜彦（元日立製作所サッカー部）：盛岡市
- 千田善（元サッカー日本代表監督イビチャ・オシム通訳）：奥州市
- 三浦俊也（元ヴァンフォーレ甲府監督）：釜石市
- 吉田暢（元グルージャ盛岡監督）：紫波町
- 五十嵐和也（元ジェフユナイテッド市原）
- 岩渕弘幹（元川崎フロンターレユース監督）：釜石市
- 菊池新吉（川崎フロンターレGKコーチ）：遠野市
- 奥友敏朗（元鹿島アントラーズ）
- 藤原寿徳（前ジェフユナイテッド市原・千葉GKコーチ）
- 菊池忍（名古屋グランパスフィジカルコーチ）：奥州市
- 平聡（元ベガルタ仙台）：花巻市
- 根子達也（元横浜FC）：花巻市
- 菊池直喜（元ジュビロ磐田）：遠野市
- 菊池利三（元東京ヴェルディ1969）：遠野市
- 佐々木仁（元ベルマーレ平塚）
- 今野章（川崎フロンターレU-18監督）：大船渡市
- 鳴尾直軌（アルビレックス新潟シンガポール監督）：岩泉町
- 佐藤大実（元サガン鳥栖）：紫波町
- 斉藤乙（元水戸ホーリーホック）：盛岡市
- 中村学（元ベガルタ仙台）：盛岡市
- 小笠原満男（元鹿島アントラーズ）：盛岡市
- 照井篤（元湘南ベルマーレ）：遠野市
- 中田洋介（元ベガルタ仙台）：大船渡市
- 飯尾一慶（元東京ヴェルディ1969）：二戸市
- 松田賢太（元グルージャ盛岡）：大船渡市
- 藤嶋洸（元グルージャ盛岡）：八幡平市
- 森本華江（元TEPCOマリーゼ）：滝沢市
- 中村司（元日立製作所・RENUOVENS　OGASA FC）：岩手町
- 山形雄介（元佐川印刷SC）：盛岡市
- 宮川葉月（元伊賀フットボールクラブくノ一）：
- 宮川美乃（元福岡J・アンクラス）：
- 山本脩斗（元湘南ベルマーレ）：

### フットサル
- 渡辺幸彦（元ステラミーゴいわて花巻コーチ）：
- 浅利真（元ステラミーゴいわて花巻、元日本代表）：
- 小原謙吾（元ステラミーゴいわて花巻）：
- 山谷紘大（元ステラミーゴいわて花巻）：
- 倉沢飛輝（元ステラミーゴいわて花巻）：盛岡市
- 千葉裕也（元ステラミーゴいわて花巻、U－24日本代表）：紫波町
- 内村俊太（湘南ベルマーレフットサルクラブ、日本代表）：盛岡市
- 佐々木諒（湘南ベルマーレフットサルクラブ）

### ラグビー
- 笹田学
- 小野寺政人（釜石シーウェイブス）
- 七戸昌宏（元トヨタ自動車ヴェルブリッツ）
- 小原義巧（元釜石シーウェイブス）
- 佐々木天晃（元釜石シーウェイブス）
- 洞口孝治（元新日鉄釜石ラグビー部、元日本代表）
- 千田美智仁（元新日鉄釜石ラグビー部、元日本代表）：北上市
- 高橋英明（元リコーブラックラムズ）
- 高橋善幸（釜石シーウェイブスGM）：花巻市
- 山内智一（元三洋電機ワイルドナイツ）：宮古市
- 北條純一（元サントリーサンゴリアス、元日本代表）：奥州市
- 三浦健博（元釜石シーウェイブスヘッドコーチ）：大槌町
- 山口貴豊（元クボタスピアーズ、元日本代表）
- 阿部博典（クボタスピアーズ）：紫波町
- 佐々木和樹（釜石シーウェイブス）：紫波町
- 高橋拓也（釜石シーウェイブス）
- 渡邊太生（東芝ブレイブルーパス）：北上市
- 細川進（元釜石シーウェイブス）：紫波町
- 瀧澤陽兵（元三洋電機ワイルドナイツ）
- 楢山直幸（NTTコミュニケーションズシャイニングアークス）：盛岡市
- 西舘健太（三菱重工相模原ダイナボアーズ）
- 高城良太（キヤノンイーグルス）
- 合澤英旦（釜石シーウェイブス）：釜石市
- 金野新（元釜石シーウェイブス）：釜石市
- 平野恵里子（YOKOHAMA TKM）：大槌町
- 関東申峻（釜石シーウェイブス）
- 佐々木裕次郎（釜石シーウェイブス）
- 高城佑太（埼玉パナソニックワイルドナイツ）
- 佐々木一徹（釜石シーウェイブス）
- 川崎龍清（埼玉パナソニックワイルドナイツ）:雫石町
- 藤井大喜（埼玉パナソニックワイルドナイツ）
- 川崎清純（埼玉パナソニックワイルドナイツ）:雫石町

### バスケットボール
- 三浦祐司（元NKKシーホークス）
- 近藤雄治（元仙台89ERS）
- 山本吉昭（元岩手ビッグブルズ）：滝沢市
- 斉藤資（元大阪エヴェッサ）：九戸村
- 長谷川武（元オーエスジーフェニックス東三河）
- 斎藤智美（三菱電機コアラーズ）
- 川村卓也（シーホース三河・元日本代表）：盛岡市
- 千葉慎也（岩手ビッグブルズ）：奥州市
- 長谷川技（川崎ブレイブサンダース）：花巻市
- 田中舘洸（元岩手ビッグブルズ）：二戸市
- 澤口誠（元岩手ビッグブルズ）：釜石市
- 小野寺祥太（琉球ゴールデンキングス）：一関市
- 晴山ケビン（滋賀レイクスターズ）：岩手郡
- 渋田玲音（京都ハンナリーズ）：盛岡市
- 菅原暉（群馬クレインサンダース）：一関市
- 水谷慎之介（元トライフープ岡山）：一関市
- 細川一輝（三遠ネオフェニックス）：盛岡市

### バレーボール
- 吉田清司（FC東京バレーボールチーム総監督）：盛岡市
- 栗生澤淳一（JTサンダーズ部長　元日本代表）：大船渡市
- 及川英香（元トヨタ車体クインシーズ）：一関市
- 高橋賢行（つくばユナイテッドSun GAIA）：滝沢市
- 佐々木美麗（元日立リヴァーレ）：花巻市
- 高橋沙織（トヨタ車体クインシーズ、日本代表）：北上市
- 高橋昇禎（元東レ・アローズ、現・一関修紅高等学校監督）：北上市
- 細川絢加（元トヨタ車体クインシーズ）：盛岡市
- 渡邊真恵（岡山シーガルズ）：滝沢市

### ハンドボール
- 佐藤良彦（大崎オーソルコーチ）
- 武藤崇之
- 上町史織（北國銀行ハニービー、日本代表）：盛岡市
- 長野かづさ（元ソニーセミコンダクタ九州BLUE SAKUYA、元日本代表）：盛岡市
- 藤田東吾（豊田合成ブルーファルコン）
- 錦織新（ソニーセミコンダクタ九州BLUE SAKUYA、日本代表）

### ホッケー
- 西田範次（富士大学ホッケー部総監督）：盛岡市
- 小澤和幸（名古屋フラーテル、ホッケー男子日本代表）：岩手町
- 長岡俊輔（名古屋フラーテル、ホッケー男子日本代表）
- 小沢みさき（北京オリンピックホッケー女子日本代表）：岩手町
- 田中泉樹（ロンドンオリンピックホッケー女子日本代表）：岩手町

### 卓球
- 藤井基男：花巻市
- 今野安子
- 鈴木颯　(一関市)

### ソフトボール
- 藤原麻起子（日立ソフトウェア女子ソフトボール部、日本代表）：一関市
- 藤野遥香（トヨタ自動車女子ソフトボール部、日本代表）：一関市

### ゴルフ
- 日蔭温子：岩手町
- 米澤蓮：盛岡市

### 陸上競技
- 大井利江（円盤投、アテネパラリンピック銀メダリスト、北京パラリンピック銅メダリスト）：洋野町
- 佐々木七恵（マラソン、第5回東京国際女子マラソン優勝、第6回名古屋国際女子マラソン優勝）：大船渡市
- 高橋英輝（競歩、リオデジャネイロオリンピック日本代表）：花巻市
- 那須川瑞穂（マラソン、東京マラソン2009優勝）：奥州市

### 水泳競技
- 高橋馨（シンクロナイズドスイミング　アトランタオリンピック銅メダリスト）

### スキー
- 三ヶ田礼一（ノルディック複合　1992年アルベールビルオリンピック金メダリスト）
- 永井秀昭（ノルディック複合）：八幡平市
- 小林潤志郎（スキージャンプ）：八幡平市
- 小林陵侑（スキージャンプ　2022年北京オリンピック金メダリスト）：八幡平市
- 小林諭果（スキージャンプ）：八幡平市
- 新里尚子（アルペン）：八幡平市

### スノーボード
- 岩渕麗楽（スロープスタイル、ビッグエア　平昌・北京オリンピック日本代表）：一関市

### フィギュアスケート
- 佐藤洸彬：盛岡市

### カーリング
- 苫米地美智子：二戸市

### 大相撲

#### 力士
- 宮城山福松（第29代横綱）：一関市
- 前田川克郎（元関脇）：奥州市
- 宮錦浩（元小結）：宮古市
- 栃乃花仁（元小結）：久慈市・旧山形村
- 柏戸秀剛（元前頭）：洋野町
- 及川煌久（元前頭）：奥州市
- 花光節夫（元前頭）：八幡平市
- 前田花英介（元十両）：山田町
- 高田山惠助（元十両）：一関市
- 若ノ海正照（元前頭）：花巻市
- 影虎和彦（元前頭）：軽米町
- 福ノ里邦男（元十両）：軽米町
- 岩手富士祐一（元十両）：奥州市
- 外ヶ濱浪五郎（元幕下）：二戸市
- 四ツ車大八（元十両）：花巻市
- 錦木徹也（前頭）：盛岡市

#### 行司
- 木村庄之助 (27代)：盛岡市
- 木村晃之助：一関市

### 柔道
- 三船久蔵：久慈市
- 昆野睦武：久慈市
- 川村禎三：矢巾町
- 柏崎克彦：久慈市
- 日蔭暢年：宮古市
- 中野亨道：野田村

### レスリング
- 工藤章（モントリオールオリンピック銅メダリスト）
- 岩間怜那

### ウエイトリフティング
- 長谷場久美：釜石市

### ボディビル
- 佐々木卓

### ボクシング
- 三浦国宏：岩泉町（ロサンゼルスオリンピック・ソウルオリンピック出場、社会人・全日本ボクシングチャンピオン）
- 小原佳太：北上市
- 木村久：花巻市
- 伊藤八郎
- 瀬川設男：山田町(ソウルオリンピック出場、プロボクサー元全日本チャンピオン)
- 大雅アキラ：北上市
- 八重樫東（元世界3階級制覇王者）：北上市
- 佐藤洋太（元WBC世界スーパーフライ級王者）：盛岡市
- 八重樫剛（1994年広島アジア大会金メダリスト）：花巻市
- 柴田勝治（第11代JOC委員長）：二戸郡鳥海村
- 阿部弘幸（第17代日本ミニマム級王者　現角海老ボクシングジムチーフトレーナー）：下閉伊郡山田町

### キックボクシング
- 藤原敏男（日本人初のムエタイ世界王者）：宮古市
- 斐也（チームドラゴン）：盛岡市

### 空手
- 金澤弘和：岩泉町小本
- 平野雅龍：北上市

### 総合格闘技
- 徹肌ィ郎：奥州市
- 扇久保博正：久慈市

### プロレスラー
- 赤城マリ子（全日本女子プロレス）：盛岡市
- 石川修司（全日本プロレス）：奥州市
- 伊東竜二（大日本プロレス）：滝沢市
- エル・サムライ（新日本プロレス）：花巻市
- お船chan（KAIENTAI-DOJO）：宮古市
- 大向美智子（全日本女子プロレス）：久慈市
- 加藤まこと  (パンクラス)  ：一関市
- 北村彰基（プロレスリングZERO1）：洋野町
- 剣舞（みちのくプロレス）：北上市
- 佐々木大地（みちのくプロレス）：滝沢市
- 佐々木貴（プロレスリングFREEDOMS）：一関市
- ザ・グレート・サスケ（みちのくプロレス）：盛岡市
- TAKAみちのく（KAIENTAI-DOJO）：盛岡市
- 竹田光珠（暗黒プロレス組織666）：滝沢市
- 中村圭吾（DDTプロレスリング）：盛岡市
- 仁王（プロレスリング・ノア）：盛岡市
- 西川潤 (プロレスラー)（健介office）：盛岡市
- 藤原秀旺（プロレスリングアライヴ&メジャーズ）：花巻市
- 藤原喜明（藤原組）：北上市
- 房総ボーイ雷斗（KAIENTAI-DOJO）：紫波町
- 舞海魅星（東京女子プロレス）：宮古市
- ミラノ・コレクションA.T（新日本プロレス）：盛岡市
- YAMATO（DRAGON GATE）：一関市

### レーシングドライバー
- 前田剛秀（SUPER GT）：盛岡市
- 佐々木雅弘（スーパー耐久）：矢巾町
- 三浦和樹

### 競馬
- 石川夏子
- 伊藤裕人
- 大庭和弥（JRA）：久慈市
- 小西喜蔵：盛岡市
- 小林俊彦（岩手競馬）：奥州市
- 小嶋久輝：奥州市
- 斉藤澄子：盛岡市
- 佐々木亜紀
- 佐々木修一
- 佐藤雅彦
- 沢田盛夫利：二戸市
- 菅原勲（岩手競馬）：奥州市
- 菅原俊吏：奥州市
- 関本浩司：盛岡市
- 高橋三郎
- 高橋哲也
- 高橋優子
- 高橋悠里：
- 高松亮：北上市
- 千葉四美
- 南郷家全：盛岡市
- 村上忍：
- 山本聡哉：葛巻町
- 山本政聡：葛巻町

#### 競走馬
- オーエンス
- ガヴアナー
- カブトヤマ
- クモノハナ
- スイートネイティブ
- セントライト
- タチカゼ
- ブランドソール
- ミナミホマレ
- ミナミモア

### 自転車競技
- 猿館貢（現 高等学校教諭）
- 竹花敏：滝沢市
- 藤田晃三

#### 競輪選手
- 阿部良二：紫波町
- 及川裕奨：奥州市
- 大宮政志：滝沢市
- 加藤善行（元 高等学校教諭）
- 佐々木一昭：花巻市
- 佐藤友和：花巻市
- 中野慎詞：花巻市
- 細川秀勝

### 競艇
- 平野勇志
- 菊地孝平
- 中澤和志

### 漕艇
- 佐藤翔 (ボート選手)：北上市

### スポーツクライミング
- 伊藤ふたば：盛岡市

### ダーツ
- 村松治樹：北上市

## その他

### 実業家
- 浅沼新（東北銀行取締役会長）
- 郷古潔（三菱重工業社長、東條内閣顧問、A級戦犯）
- 櫻田慧（モスバーガー創業者）
- 菊池恩恵（株式会社コムネット代表取締役）
- 熊谷史人（ライブドア元代表取締役）
- 千田幸信（スクウェア・エニックス・ホールディングス取締役）
- 鈴木孝夫（エス・イー・シーエレベーター創業者、代表取締役会長）
- 横舘英雄（岩手朝日テレビ元取締役、元テレビ朝日アナウンサー）
- 白木航（オフィスミル代表取締役）
- 西村専次（小岩金網株式会社会長、馬主）
- 高橋真裕（岩手銀行代表取締役会長）
- 増子次郎（東北電力代表取締役会長）
- 三田俊次郎（岩手医科大学創設者、医師）
- 高田優哉（コミューン代表取締役）
- 松田文登・崇弥（ヘラルボニー共同代表）

### 将棋棋士
- 小山怜央 ：釜石市

### 架空の人物
- 夏木六三四：盛岡市（村上もとか『六三四の剣』）
- 武蔵坊数馬（水島新司 『ドカベン』）
- 義経光（水島新司『ドカベン』）太平洋
- なん子、なん子の母：盛岡市（とりのなん子『とりぱん』）
- 阿弖流為II世：奥州市（高橋克彦・原哲夫『阿弖流為II世』）
- いちこ：奥州市（五十嵐大介『リトル・フォレスト』）
- 草加拓海：紫波町（かわぐちかいじ『ジパング』）
- 太田 功：釜石市（ゆうきまさみ『機動警察パトレイバー』）
- コッコちゃん：遠野市（佐藤智一『プチッコホーム』）
- 藤堂吾郎：遠野市（さいとうたかを『ゴルゴ13〜穀物戦争蟷螂の斧』『ゴルゴ13〜穀物戦争蟷螂の斧汚れた金』）
- 相原義一：遠野市（『宇宙戦艦ヤマト』シリーズ全作）
- 菊池ユメ：遠野市（よしづきくみち『魔法遣いに大切なこと』）
- ロン先生：岩手県（光瀬龍・加藤唯史『ロン先生の虫眼鏡』）
- 十三階段ベム：岩手県（浜岡賢次『浦安鉄筋家族』）
- 祭神雷：奥州市（白鳥士郎『りゅうおうのおしごと!』）
- 荒川精作（雁屋哲・花咲アキラ『美味しんぼ』）
- トンズラー（『ヤッターマン』）
- 岩手毬（『もえちり!』シリーズの擬人化キャラ）
- 伊吹マヤ（『新世紀エヴァンゲリオン）
- 三船美優（『アイドルマスター シンデレラガールズ』）
- 一ノ瀬志希（『アイドルマスター シンデレラガールズ』）
- 及川雫（『アイドルマスター シンデレラガールズ』）
- 久慈ありす（鉄道むすめ）
- ユキノビジン（ウマ娘 プリティーダービー）

### その他の人物
- 及川裸観（健康を説き全国を行脚した人物）
- 大石スク（社会事業家、北海道札幌市で初の保育所を開業）
- SPYGEA（ストリーマー）

### 性風俗関係者
- 天衣みつ
- 天野♥こころ
- 伊東遥
- 金沢文子
- 神納花
- 小桜沙樹
- 小宮ゆい
- 森村あすか
- 中沢慶子
- 仲村みう
- 雪乃ほたる

## 岩手県にゆかりのある人物

### 皇族
- 皇后雅子（東京都港区）：母方の曽祖父が、海軍大将・山屋他人

### 公人
- 小沢一郎
- 椎名素夫
- 鈴木俊一
- 増田寛也 - 元岩手県知事（現日本郵政社長）、さらに父の盛が奥州市出身。

### 文化人
- 松本竣介
- 岩崎信
- 小山実稚恵
- 加藤芳郎：父が奥州市出身
- 高村光太郎
- 色川武大
- 江間章子
- さいとう・たかを - 漫画家：和歌山県出身
- 星吉昭（姫神） - ミュージシャン：宮城県出身
- タマシン・アレン - 牧師：アメリカ合衆国出身
- 内館牧子 - 脚本家・作家：父が盛岡市出身
- 金田一春彦 - 言語学者：父が金田一京助
  - 金田一真澄 - 春彦の長男
  - 金田一秀穂 - 春彦の次男
- 伊藤賢司 - 実業家：父の伊藤清司が岩手県出身

### 芸能人
- 綾小路翔（千葉県君津市）：氣志團のメインボーカル。両親が遠野市出身
- 伊藤歩（東京都）：母親が大船渡市出身
- 宇多田ヒカル（アメリカ、ニューヨーク）：母親が一関市生まれ
- 及川光博（東京都大田区）：父親が北上市出身
- 川田亜子（故人、石川県金沢市）：盛岡白百合学園高等学校卒業
- 菅野美穂（埼玉県坂戸市）：両親が奥州市江刺出身
- 紺野美沙子（東京都狛江市）：祖母が陸前高田市出身
- さとう珠緒（千葉県船橋市）：母親が花巻市出身
- 三遊亭小遊三（山梨県大月市）：夫人が岩手郡岩手町出身
- 翔（神奈川県横浜市）：横浜銀蝿。母親が北上市出身
- ダイスケ（神奈川県藤沢市）：祖母が一関市出身
- 壇蜜（秋田県横手市）：父方が奥州市出身
- 出川哲朗（神奈川県横浜市）：父親が岩手県出身、外大伯父が三鬼隆
- パンチ佐藤（神奈川県横浜市）：両親が北上市出身
- 藤原啓治（東京都生まれ、岩手県育ち）
- 松嶋菜々子（神奈川県横浜市） ：母親が八幡平市（旧・岩手郡西根町出身）
- 三浦敏和（北海道旭川市）：タカアンドトシのツッコミ。父方（猪亦姓）のルーツが津軽石（下閉伊郡鍬ヶ崎町）
- miko（千葉県）：母親が花巻市出身
- 窪塚洋介（神奈川県横須賀市）：夫人が一関市出身
- 木村卓寛（兵庫県姫路市）:岩手県在住
- 金ちゃん（東京都板橋区）:父親が陸前高田市出身

### 放送関係者
- 三宅民夫（元NHKアナウンサー、初任地がNHK盛岡放送局）：愛知県
- 佐々木紀代子（元フジテレビアナウンサー、岩手県在住）：福井県
- 三橋泰介（フリーアナウンサー、元岩手朝日テレビアナウンサー）：東京都
- 上原康樹（元NHKアナウンサー、NHK盛岡局在任経験あり、岩手県在住、現岩手県議会議員）：長野県
- 松尾紀子（フリーアナウンサー、元フジテレビアナウンサー、義父の伊藤清司が岩手県出身）：東京都
- 横山義則（東北放送社員、元岩手めんこいテレビアナウンサー）：宮城県
- 三瓶宏志（NHKアナウンサー、初任地が盛岡局）：福島県
- 熊谷麻衣子（フリーアナウンサー、元岩手めんこいテレビアナウンサー）：宮城県
- 上路雪江（元岩手めんこいテレビアナウンサー、夫が盛岡市出身）：福島県
- 大坂敏久（NHKアナウンサー、初任地が盛岡局）：千葉県
- 一橋忠之 (NHKアナウンサー、初任地が盛岡局）：東京都
- 稲塚貴一（NHKアナウンサー、初任地が盛岡局）：熊本県
- 高井正智 (NHKアナウンサー、初任地が盛岡局）：東京都
- 利根川真也（NHKアナウンサー、初任地が盛岡局）：山梨県
- 深津瑠美（フリーアナウンサー、元岡山放送アナウンサー、夫の菊池雄星が盛岡市出身）：神奈川県
- 漆原輝（NHKアナウンサー、初任地が盛岡局）：香川県
- 菅谷鈴夏（NHKアナウンサー、初任地が盛岡局）：山梨県
- 渡辺亜里（フリーアナウンサー、元エフエム岩手アナウンサー）：宮城県
- 矢内環（元岩手朝日テレビアナウンサー）：埼玉県
- 堀真奈美（リポーター、紫波町出身）

### スポーツ選手
- 安部理（元プロ野球選手、大船渡市立第一中学校出身）：宮城県
- 山川穂高（沖縄県那覇市）：富士大学出身
- 外崎修汰（青森県弘前市）：富士大学出身
- パンチ佐藤（元プロ野球選手、両親が北上市出身）：神奈川県
- 阿部勇樹（サッカー選手、父親が紫波町出身）：千葉県
- 佐々木竜太（サッカー選手、両親が岩手県出身）：茨城県
- 岩渕真奈（サッカー選手、祖父が岩手県一関市花泉町出身）：東京都
- 楢崎教子（元柔道選手、両親が藤沢町と千厩町の出身で幼少期を千厩町で過ごした）：神奈川県
- ガッツ石松（元ボクサー、妻が大槌町出身）：栃木県
- 菊池彩花（スピードスケート選手、祖父が岩手県出身）：長野県川上村
- 欠端瑛子（ゴールボール選手、父親が二戸市出身の欠端光則）
- 石川幸子（元バスケットボール選手、母親が北上市出身で引退後に在住）：愛媛県
- 若翔洋（大相撲関脇、現格闘家、母親が岩手県藤沢町出身）
- 斎藤春香（元ソフトボール日本代表・監督、北京五輪では監督に就任し金メダルに導いた、花巻東高等学校ソフトボール部監督に就任）

### 歴史上の人物
- 大墓公阿弖利爲
- 盤具公母禮
- 胆沢公阿奴志己
- 爾散南公阿波蘇
- 坂上田村麻呂
- 安倍頼良
- 安倍貞任
- 安倍宗任
- 源義家
- 藤原経清
- 藤原清衡
- 藤原基衡
- 藤原秀衡
- 源義経
- 武蔵坊弁慶
- 佐藤継信
- 佐藤忠信
- 葛西清重
- 南部利直（盛岡藩初代藩主）
- 九戸政実
- 大浦為信
- 伊達宗勝（伊達一関藩初代藩主）
- 田村建顕（陸奥一関藩初代藩主）
- 後藤寿庵
- 吉村貫一郎（嘉村権太郎、新撰組隊士）
- 大島高任（明治時代の鉱山学者・冶金技術者）
- 楢山佐渡
- 一遍(祖父の河野通信が陸奥国江刺郡稲瀬（岩手県北上市）で没)